# オシポフ方程式
オシポフ方程式(osipov equations)とは1915年に発表された戦闘研究における彼我の戦力と消耗の関連を数学的に定式化したロシア人のM.オシポフの研究成果である。

## 概要
この方程式を作り上げたM.オシポフがどのような人物であるかは明らかではない。彼のファーストネーム、生年月日、職業すらも分かっておらず、西側諸国ではフレデリック・ランチェスターほど知られていない。しかし旧ソビエトをはじめとして東側では彼の戦闘理論の数理モデル化という研究業績の画期性が認められている。その評価の高さはオシポフが歴史的事実に基づいて理論を検証し、ランチェスターの法則の誤りを最初に指摘した業績によったものである。ここではオシポフが構築した方程式とそれに関連したオシポフの主張を説明する。
オシポフの問題関心は損害と戦力の数理的な関連であり、それは{\displaystyle \left({\frac {a}{b}}\right)=K\left({\frac {B}{A}}\right)^{p}}と示すことができる。AとBは各軍の兵力、aとbは各軍の損害の実数であり、Kは比例係数、pは確定的に定まるべき指数である。オシポフが用いている方法は定量的な戦力や損害を一つの関連のもとで纏め上げていることである。もしある戦術の定量的な成果について知りたければ、まず戦闘を二つに分類し、一つはその戦術を使用し、もう一つはその戦術を使用していないものに分けた上でそれぞれの損失を計算することができる。ただしオシポフは個々の戦闘結果を説明する理論を構築するのではなく、それらを平均した一般的傾向を説明することを考えていた。
このような方程式を提起した後、オシポフはランチェスター二乗法則が正しいと仮定して歴史的事実と当てはめてみた。するとこの法則が史実の戦闘結果と合致しないことが明らかになった。具体的にはランチェスター方程式の中で各単項式の次数の値についてランチェスターは2と定義しているが、歴史的なデータに合致する値は2ではなく3/2であることをオシポフは発見した。